# Helichrysum arussense
Helichrysum arussense là một loài thực vật có hoa trong họ Cúc. Loài này được Chiov. mô tả khoa học đầu tiên năm 1912.